# San Andrés (Manila)
San Andrés Bukid  es uno de los dieciséis distritos de la ciudad de Manila en la República de Filipinas.

## Geografía
San Andrés está geográficamente ubicado en la margen izquierda del río Pasig, linda al norte con los Distritos de Paco y de Santa Ana; al sur con Pasay en el Cuarto Distrito; y al este con Malate

### Barangayes
San Andrés se divide administrativamente en 65 barangayes o barrios, todos de  carácter urbano.

## Historia

Plano de la ciudad de Manila

San Andrés Bukid fue segregado del distrito de Singalong, agrupando también partes de Malate, y de Paco. Como recuerdo del primitivo queda una calle del mismo nombre que corre paralela a la Avenida Quirino.
A raíz de la Segunda Guerra Mundial, la sección sur de Manila fue devastada y después repoblada por emigrantes de las provincias cercanas y también de las Visayas, cuando gran parte de su territorio quedaba por edificar.